# Villa Francioni
A Villa Francioni é uma vinícola brasileira, localizada na cidade de São Joaquim, no estado de Santa Catarina.
Fundada em 2004 com a iniciativa e investimentos do empresário Dillôr Freitas, possui mais de 50 hectares de vinhedos, plantadas desde o ano de 2000 com mudas importadas da Europa, fornecendo uma variedade de castas de uva, como: Cabernet Sauvignon, Cabernet Franc, Merlot, Chardonnay, Pinot Noir e Sauvignon Blanc, além de Petit Verdot, Malbec, Syrah e Sangiovese, e suas plantações são inspirados nas melhores regiões produtoras do mundo. Seu investimentos iniciai superou os R$ 3 milhões, possuindo 4.478 m2 de área construída e condições de industrializar mais de 300 mil garrafas anuais.
Seu idealizador morreu pouca antes da conclusão do empreendimento e assim, a Villa Francioni é administrada pelos quatro filhos de Dillôr e em 2006, a vinícola foi premiada com o Prêmio Top Ten da Expovinis (a maior feira de vinhos da América Latina) pela linha VF Chardonnay.

## Galeria de imagens

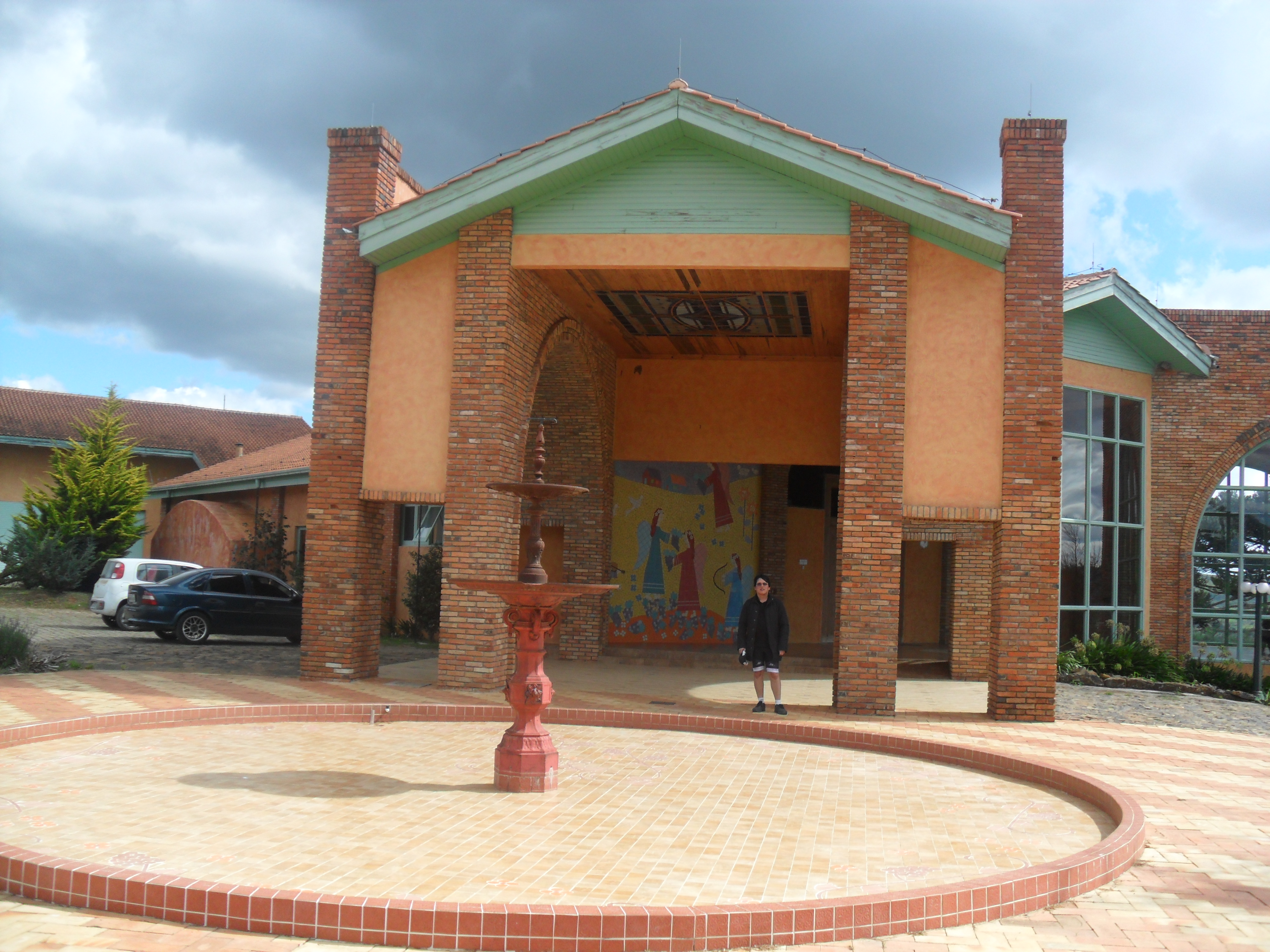
Entrada do Prédio Principal
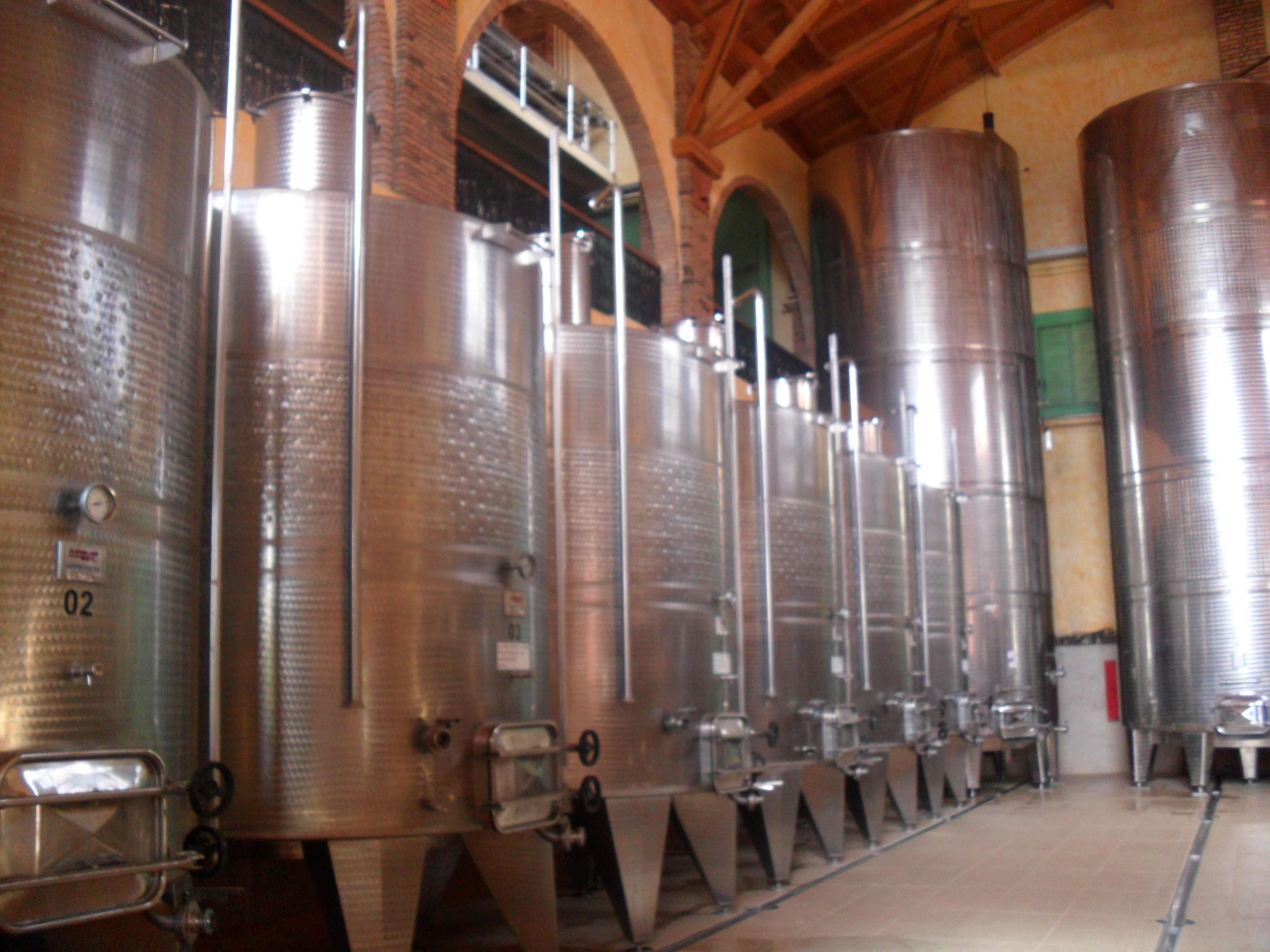
Fábrica de Vinho
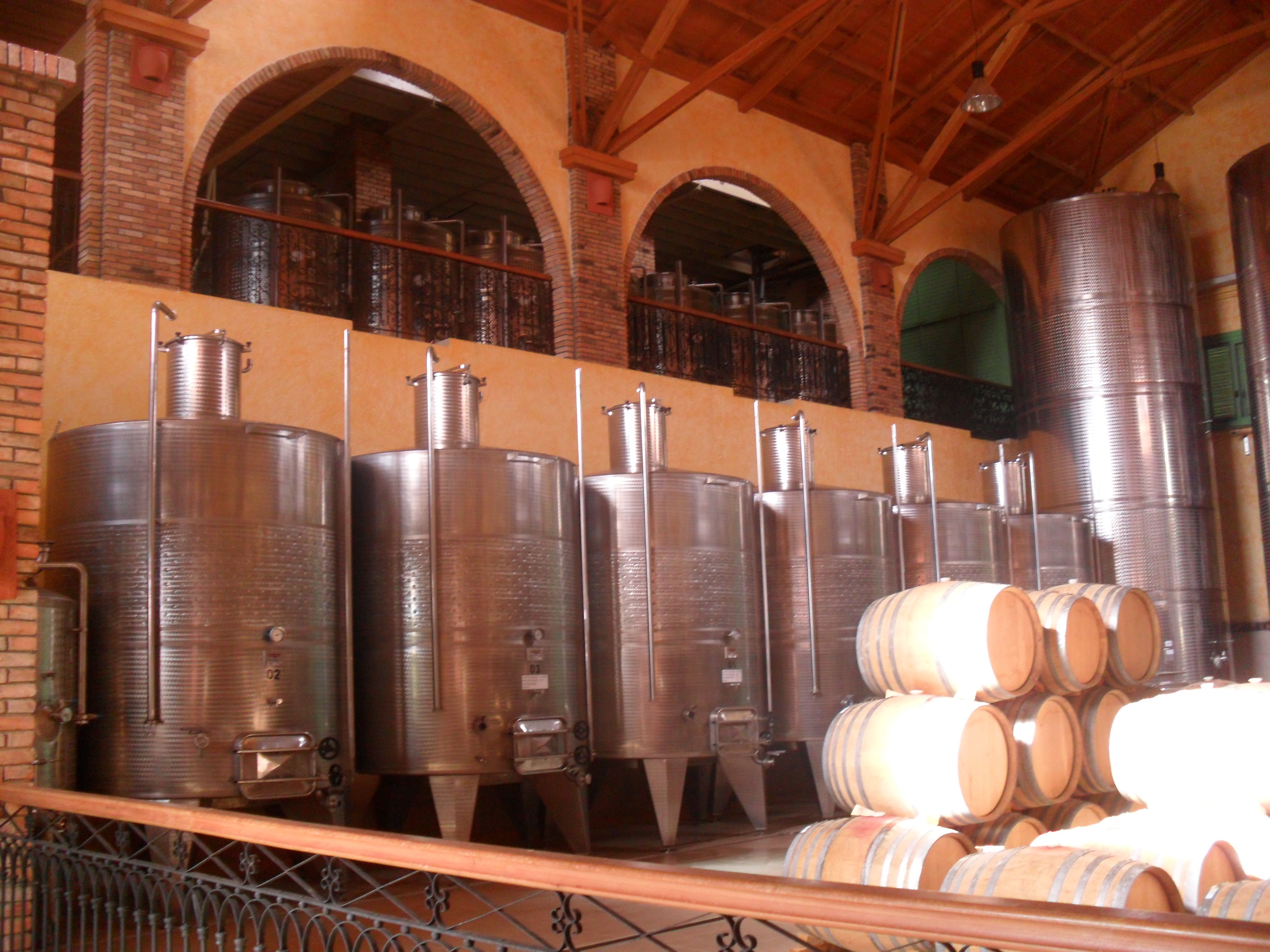
Fábrica de Vinho
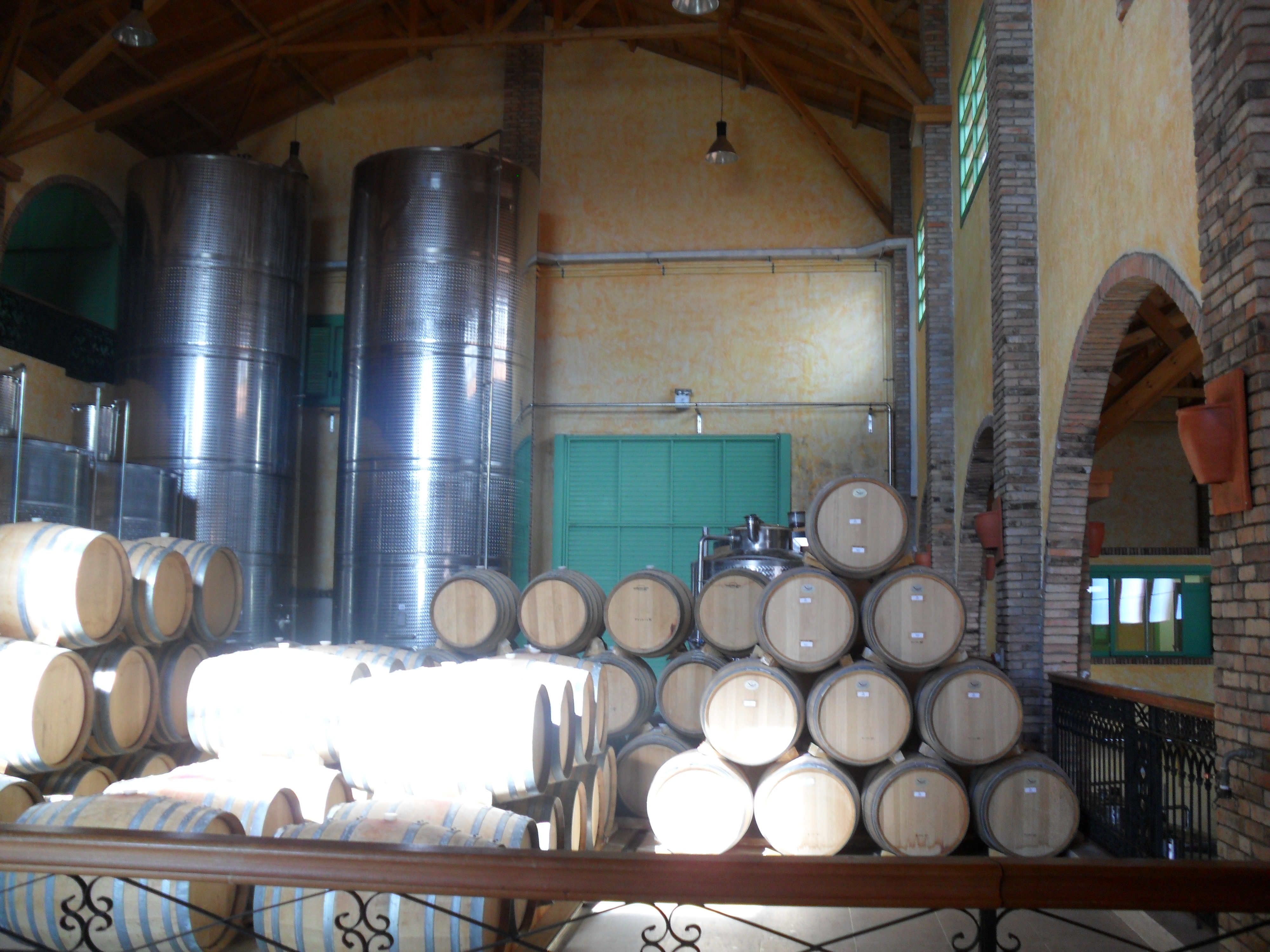
Fábrica de Vinho
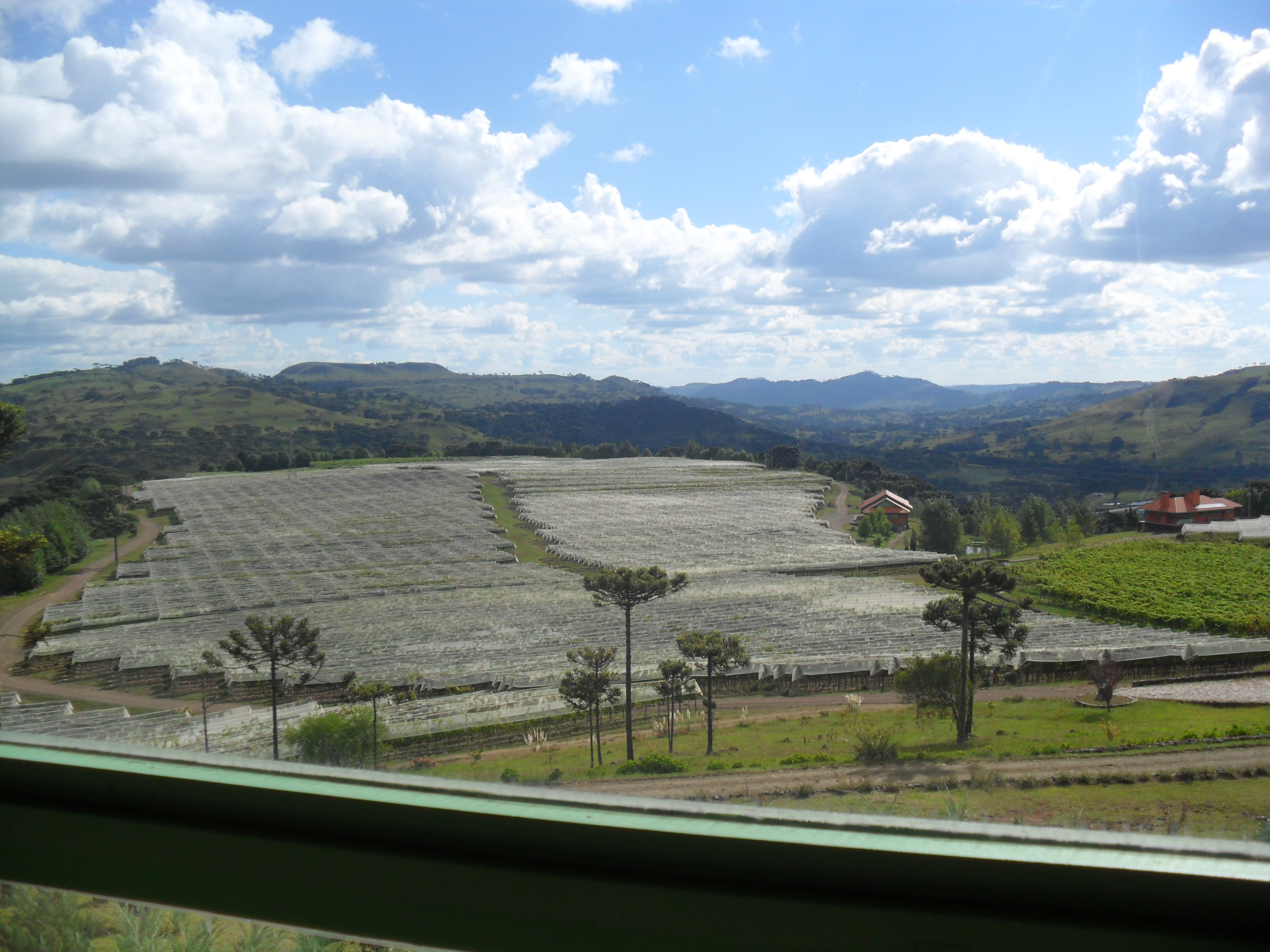
Parreiras de Uva